# (196256) 2003 EH1
(196256) 2003 EH1 es un asteroide que forma parte de los asteroides Amor, descubierto el 6 de marzo de 2003 por el equipo del Lowell Observatory Near-Earth-Object Search desde la Estación Anderson Mesa (condado de Coconino, cerca de Flagstaff, Arizona, Estados Unidos).

## Designación y nombre
Designado provisionalmente como 2003 EH1.

## Características orbitales
2003 EH1 está situado a una distancia media del Sol de 3,123 ua, pudiendo alejarse hasta 5,055 ua y acercarse hasta 1,191 ua. Su excentricidad es 0,619 y la inclinación orbital 70,872 grados. Emplea 2015,54 días en completar una órbita alrededor del Sol.
Los próximos acercamientos a la órbita terrestre ocurrirán el 27 de diciembre de 2052, el 24 de diciembre de 2069 y el 5 de enero de 2081.

## Características físicas
La magnitud absoluta de 2003 EH1 es 16,19. 